# 干生芨芨草
干生芨芨草（学名：Achnatherum jacquemontii）为禾本科芨芨草属下的一个种。

## 扩展阅读
- 維基物種上的相關：干生芨芨草